# 方建平
方建平（1962年—），天主教唐山(永平)教区主教，河北省唐山市古冶区赵各庄人，籍贯河北卢龙，汉族，中华人民共和国宗教人物。

## 生平
毕业于河北神学院，担任中国天主教主教团副团长、河北省天主教神哲学院董事会主席。2008年起担任全国人大代表。2013年，再任全国人大代表。2018年2月24日，当选为第十三届全国人大代表。